# Hans Jensen Bistrup
Hans Jensen Bistrup, født april 1645, begravet 1/9-1729 – 84 år, 5 måneder, 2 uger og 3 dage gammel.
Han var degn i Klemensker sogn ca. 1670-1675. Kaptajn i Bornholms milits og sandemand. Ejer af 33. & 34. selvejergård, Søgård (vistnok til 1702-03) flyttede omkring 1699 til 9. vornedegård, Store Bjerregård i Vestermarie sogn. (1694 er gården tilskødet Captain Daniel Barch som fæster, 1699 nævnes Herredscaptian Bistrup som dennes fæster).
Han giftede sig 1. gang med Kirsten Hagensdatter, død 1675. (Skifte 4/2-1675).
Hun var datter af sognepræst Hagen Soneson Rønnebye og hustru Sidsele Larsdatter. Hagen Sonesen Rønnebye blev født ca. 1609, død 27/-1665. Enken giftede sig med efterfølgeren i embedet, Oluf Jensen Aalborg, død 18/8-1704.
Børn af 1. ægteskab:
1 Mette Hansdatter, født 1671 (Klippegaardsslægten) 
2 Anna Marie Hansdatter, født ca. 1673 (Ringebygaardsslægten)    
Han giftede sig 2. gang (1678) med Ellen Nielsdatter, født 1655, begravet 6/8-1743, 88 år gammel. 
Hustruen var datter af Niels Hansen og hustru Karen Hansdatter i Allinge. 
Børn af 2. ægteskab:
3 Jens Hansen Bistrup, født ca. 1680 (Ellebygaardsslægten) 
4 Kirsten Hansdatter, født ca. 1681 – død omkring 1701 
5 Hans Hansen Bistrup, født ca. 1682 (Blemmegaardsslægten) 
6 Holger Hansen Bistrup, født i maj 1685 (Smedegaardsslægten) 
7 Karen Hansdatter, født ca. 1687 (Skrubbegaardsslægten) 
8 Niels Bistrup, født i maj 1690 (Hasleslægten) 
9 Wibeche Hansdatter, født ca. 1693 (Risegaardsslægten) 
10 Margrethe Hansdatter (Rømergaardsslægten) (Bjerregaardsslægten)    
Hans Jensen Bistrup var en ikke ubetydelig mand: Han var sættedommer i Hammershus Birk og vistnok også i Nørre Herred, herredskaptajn, meget benyttet i skiftesager og forsvarer i retssager.